# José Ramón de Luanco Riego
José Ramón Fernández de Luanco y Riego o simplement José Ramón de Luanco (Castropol, 14 de novembre de 1825 - 5 de maig de 1905), fou un químic i historiador de la ciència espanyol. Va ser president de l'Ateneu Barcelonès i de l'Acadèmia de les Bones Lletres. En la seva carrera docent va ocupar diverses càtedres a la Universitat d'Oviedo, Santiago i Barcelona, on va ser el rector l'any 1899.

## Biografia
Va néixer el 14 de novembre de 1825 a Castropol, concretament a la Casa del Campo, residència dels marquesos de Santa Cruz de Marcenado. Fill d'Andrés Fernández de Luanco y Carbayeda i de Petronilia del Riego y Riego, tots dos nascuts a Luanco, tot i que es traslladaren a Castropol, on Andrés Fernández de Luanco era administrador dels béns que Manuel María de Navia-Osorio y de Álvarez-Cuevas, ix marquès de Santa Cruz de Marcenado, posseïa a Ría de Ribadeo.
Va començar els seus estudis d'humanitats el 1838, quan va ingressar per a formar-se en filosofia a la Universitat d'Oviedo, uns estudis que compatibilitzava amb l'aprenentatge privat en matemàtiques i altres disciplines científiques. El 1846 va ingressar com a pensionat a l'Escola Normal de Ciències on començà a destacar en química.
Va començar a treballar de forma temporal a la Universitat d'Oviedo fins a obtenir la càtedra de química aplicada a les arts de l'Escola Industrial de Sevilla el 1855, si bé va decidir quedar-se a la Universitat d'Oviedo on havia guanyat la càtedra de química general. El 1860, desapareix la facultat de Ciències d'Oviedo i de Luanco és destinat a Santiago de Compostel·la a la càtedra d'àlgebra superior i geometria analítica, un càrrec que va exercir fins al 1867, a excepció del període 1862-1865 quan va impartir classes de química inorgànica a Madrid.
El 1867, va ser traslladat a Saragossa durant un any, i a partir de 1868 s'instal·la a Barcelona per donar classes de química general. A la seva etapa de docència a Barcelona, on va arribar a ocupar el càrrec de rector de la Universitat de Barcelona el 1899, es va allunyar de la teoria dualista de Jöns Jacob Berzelius i pren posició per la teoria unitària, la teoria atòmica i la de la valència, que havien introduït Jean Baptiste André Dumas, Auguste Laurent i Charles Frédéric Gerhardt. Aquest fet va aportar una modernització respecte a l'ensenyament que impartia i que es recull al seu Compendi de lliçons de Química General.
La seva dedicació a la docència i la manca de recursos dedicats a la investigació va reduir les possibilitats en aquest terreny. Amb tot, se li coneixen alguns estudis analítics d'aigües i de meteorits recollits a Astúries, el desenvolupament d'un sistema per a extreure iode d'algues i uns estudis sobre fabricació de sidra i per la producció del gas d'hulla per a l'enllumenat.

## Publicacions
- Luanco, José Ramón de.  La Alquimia en España. Barcelona : Alta Fulla, 1998. Disponible a: Catàleg de les biblioteques de la UB

- Luanco, José Ramón de. La Alquimia en España : escritos inéditos, noticias y apuntamientos .... Barcelona : Impr. de Fidel Giró, 1889-1897. Disponible a:Catàleg de les biblioteques de la UB

- Luanco, José Ramón de. Análisis mineralógico de los suelos . Barcelona. Fomento de la Producción Nacional. 1877 (Tip. de Narciso). Disponible a:Catàleg de les biblioteques de la UB

- Luanco, José Ramón de. Análisis químico de los suelos . Barcelona. Fomento de la Producción Nacional, 1877 (Tip. Ramírez). Disponible a :Catàleg de les biblioteques de la UB

- Luanco., José Ramón de. Biografía del Dr. D. Manuel Saenz Diez y Pinillos, catedrático de química orgánica en la Universidad de Madrid : con la noticia de sus trabajos y de sus escritos / leida en la Real Academia de Ciencias y Artes de Barcelona por el académico de número José Ramón de Luanco. Barcelona. Establ. Tip. de Redondo y Xumetra. 1894. Disponible a:Catàleg de les biblioteques de la UB

- Luanco. José Ramón de.  Compendio de las lecciones de química general explicadas en la Universidad de Barcelona . Barcelona. Establecimiento Tip. de Redondo y Xumetra. 1893. Disponible a:Catàleg de les biblioteques de la UB

- Luanco, José Ramón de. Compendio de Química General. Barcelona. Manuel Soler. [Ca. 1903]. Disponible a: Catàleg de les biblioteques de la UB

- Luanco, José Ramón de. Descripcion y análisis de los aerolitos que cayeron en el distrito de Cangas de Onís (Astúrias) el dia 6 de diciembre de 1866 .Madrid. Impr. de T. Fortanet. 1874. Disponible a:Catàleg de les biblioteques de la UB

- Luanco, José Ramón. Oración inaugural del año académico de 1879 a 1880 . Barcelona. Impr. J. Jepús. 1879. Disponible a :Catàleg de les biblioteques de la UB

- Luanco, José Ramón. Otro libro catalán desconocido : memoria leída en la Real Academia de Buenas Letras de Barcelona en la sesión del 9 de junio de 1884 . Barcelona. Imprenta de Jaime Jepús. 1884. Disponible a: Catàleg de les biblioteques de la UB

- Luanco. José Ramón de. Ramón Lull (Raimundo Lulio) considerado como alquimista : discurso leído por José Ramón de Luanco el día de su recepción en la Academia de Ciencias Naturales y Artes de Barcelona. Barcelona. Establ. Tip. de Jaime Jepús Roviralta. 1870. Disponible a: Catàleg de les biblioteques de la UB